# Patricia Halliwell
 (août 2022).
Si vous disposez d'ouvrages ou d'articles de référence ou si vous connaissez des sites web de qualité traitant du thème abordé ici, merci de compléter l'article en donnant les références utiles à sa vérifiabilité et en les liant à la section « Notes et références ».
Pour les articles homonymes, voir Halliwell.
Patricia Halliwell est un personnage de fiction issu de la série télévisée Charmed.
Elle est interprétée par Finola Hughes.

## Histoire du personnage
Patricia Halliwell, fille de Penelope Halliwell, plus connue sous le nom de Patty, est la mère des sœurs Halliwell. Tout comme sa mère et comme ses filles, Patty est une sorcière et elle possède le pouvoir de ralentir les molécules (Arrêter Le Temps) comme sa fille Piper. Elle se maria avec Victor Bennett avec qui elle eut trois filles, Prue Halliwell, Piper Halliwell et Phoebe Halliwell. Quelque temps après la naissance de Phoebe, elle quitta Victor pour vivre un amour défendu avec Sam, son "être de lumière" avec qui elle aura un quatrième enfant, Paige Halliwell, qu'ils feront adopter pour que les fondateurs ne découvrent pas leur secret. Hélas, peu de temps après, elle décèdera en combattant un démon aquatique qui avait trouvé refuge dans un lac dans un camping. Elle apparait à ses filles sous forme de fantôme pour les aider et les guider.
Patty deviendra la grand-mère de nombreux petits enfants. Sa fille Piper Halliwell, cadette puis aînée donnera naissance à Wyatt, Chris et Melinda Halliwell. Phoebe Halliwell, sa benjamine devenue cadette, donnera naissance à trois filles, Prudence Johanna (P.J), Parker et Peyton Halliwell. Enfin, sa dernière fille Paige Matthews Halliwell et benjamine donnera naissance aux premières jumelles dans la lignée Warren/Halliwell, Tamora et Kat Mitchell. Plus tard, Paige et Henry adopteront Henry Jr, un bébé mortel. Prue ne lui donnera pas de petits-enfants car elle mourra avant d'en avoir eu l'occasion. 